# Акшара
Акшарру (также Акшары) — кровопийцы из шумеро-аккадской мифологии. Эти существа, по преданиям, питались кровью и выбирали своими жертвами беременных женщин и младенцев. Акшарру всегда изображались как существа женского пола.

## Этимология и описание
Слово «акшарру» происходит из шумеро-аккадской мифологии, где существовало множество демонов и духов, воплощающих различные аспекты зла и разрушения. Акшарру занимали особое место среди этих существ благодаря своей привязанности к крови и особому виду жертвоприношений.

## Мифологические особенности
Акшарру были исключительно женского пола, что подчеркивало их зловещую связь с процессом рождения и материнством. Они предпочитали в качестве своих жертв беременных женщин и младенцев, что делало их особо ужасными в глазах древних шумеров и аккадцев.

## Влияние на культуру
Истории об акшарру могли служить предупреждением и устрашением, помогая поддерживать социальные и культурные нормы. Страх перед акшарру, возможно, способствовал формированию определённых ритуалов и обычаев, связанных с защитой беременных женщин и младенцев.

## Сравнение с другими мифологическими существами
Акшарру имеют параллели в других культурах, где также существовали мифы о женских демонах или духах, нападающих на беременных женщин и детей. Примеры таких существ можно найти в древнегреческой мифологии (Ламия), в еврейской традиции (Лилит) и в славянских поверьях (Русалки).

## Заключение
Акшарру являются одним из многих примеров того, как древние культуры использовали мифы для объяснения и осмысления жизненных явлений и страхов. Они остаются важной частью шумеро-аккадского мифологического наследия и изучаются в контексте древних верований и религиозных практик.